# Môn trường sinh đốm
Môn trường sinh đốm có danh pháp khoa học Dieffenbachia seguine là một loài thực vật có hoa trong họ Ráy (Araceae). Loài này được (Jacq.) Schott mô tả khoa học đầu tiên năm 1832.

## Hình ảnh

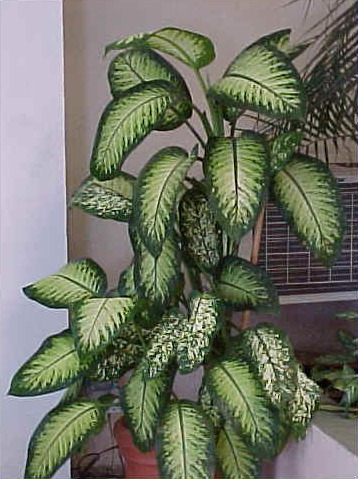
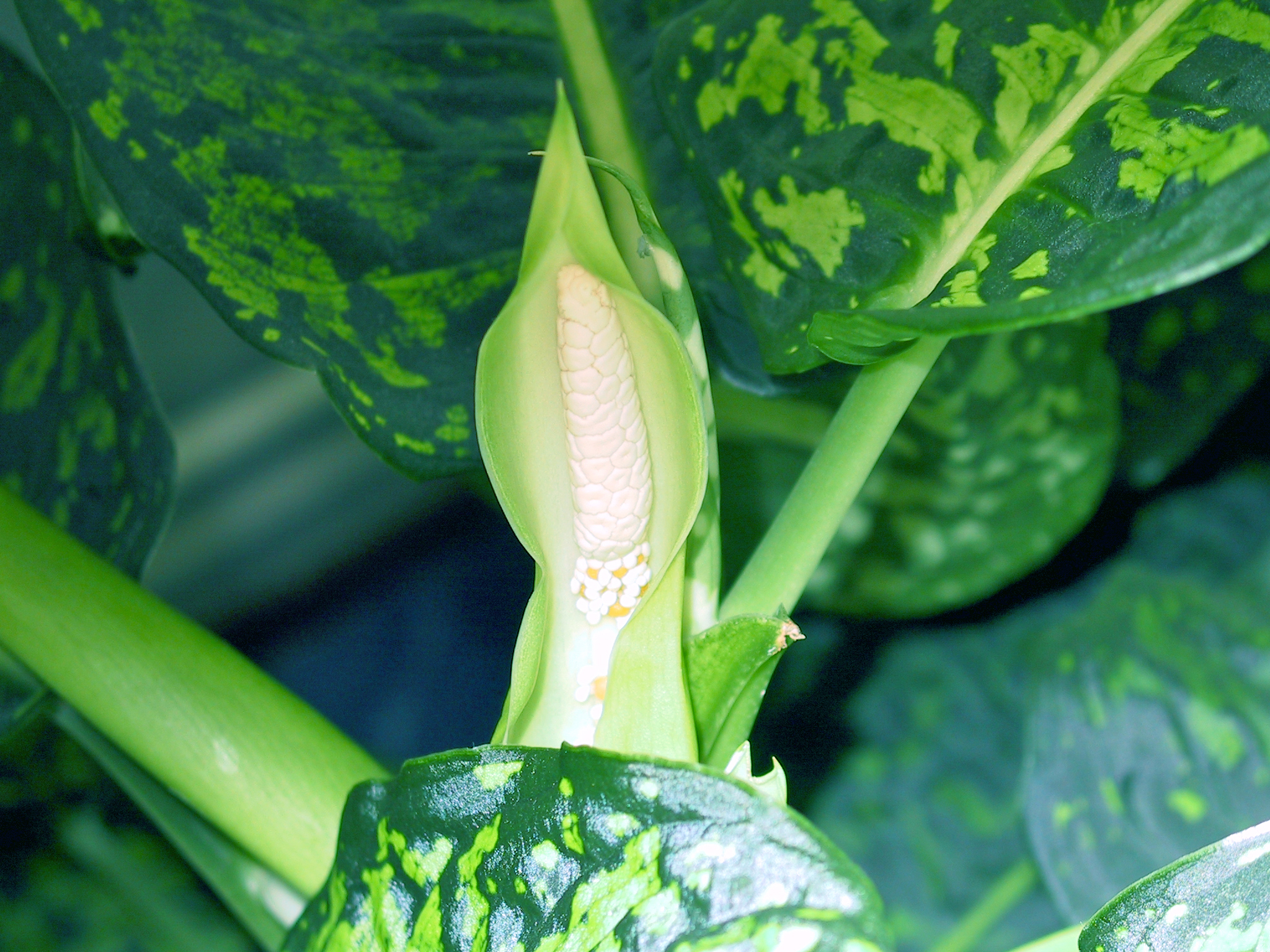
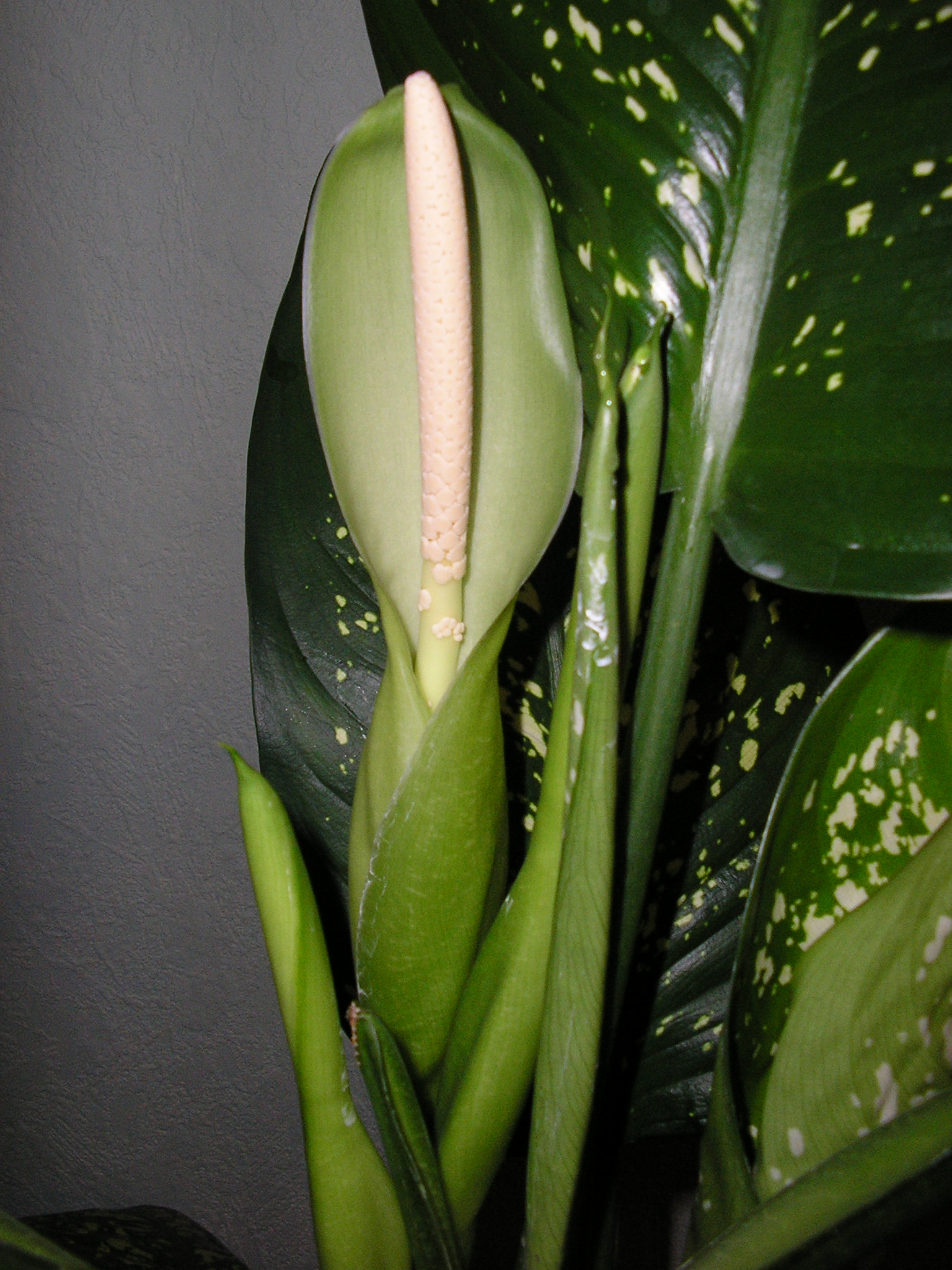
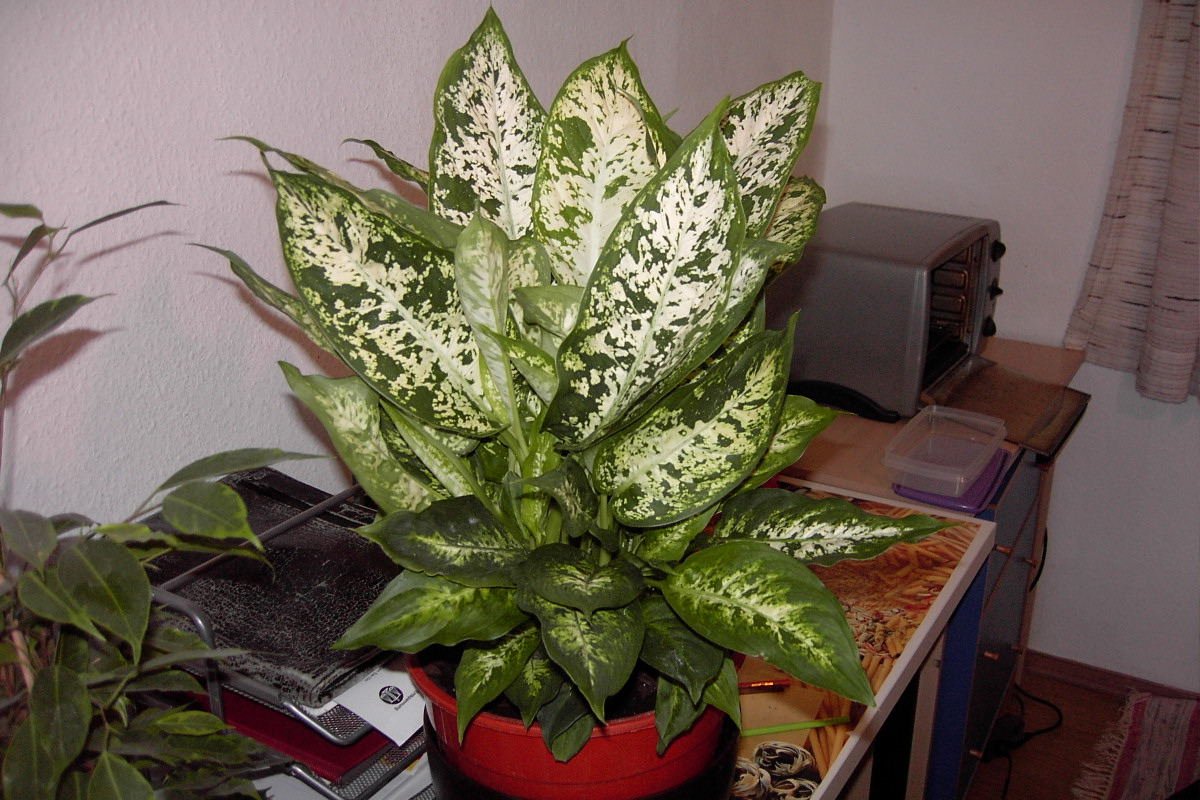